# 조선인민군공훈국가합창단
조선인민군공훈국가합창단(朝鮮人民軍功勳國家合唱團, 영어: State Merited Chorus of the Korean People's Army)은 조선민주주의인민공화국과 조선인민군의 남성합창단 겸 관현악단이다.

## 역사
1947년 2월 22일 공훈국가합창단의 전신인 군대전문예술단체가 처음 조직되었으며 이후 조선인민군협주단 합창단이었다가 1992년 공훈 칭호를 받았으며, 1995년 12월 조선인민군공훈합창단이라는 이름으로 독립하였다. 2004년 '국가'라는 명칭이 추가되어 현재의 이름 조선인민군공훈국가합창단이 되었으며, 명칭으로 보아선 단순한 합창단 조직으로 보일 수 있으나 남성 합창단과 남·녀 독창가수 그리고 관현악단이 포함된 음악단체이다.

## 선군정치의 나팔수
2017년 2월 22일 창단 70주년을 맞아 조선로동당 기관지 로동신문은 '영원한 혁명의 나팔수'라는 제목의 글에서 김정은 조선로동당 위원장이 "합창단예술인 한 사람 한 사람이 자신의 핏방울 같고 살점 같으며 그리도 애지중지 아끼고 사랑한다"고 강조하였다. 조선인민군공훈국가합창단은 특히 고난의 행군 기간 동안 김정일 국방위원장의 정치적 입지를 뒷받침하는 노래들을 많이 공연하였으며, 또한 북측 매체들은 김정일이 "선군정치의 기둥으로 인민군대를 내세운 것처럼, 음악정치에는 공훈합창단을 핵심으로 내세웠다"고 주장하였다.  즉, 김정일시대 '선군혁명의 나팔수'로  선군정치 실현의 중요한 수단이자 무기로 간주되었다. 김정일은 "공훈합창단의 공연을 볼 때가 제일 좋다"고 하며 "조선인민군공훈합창단은 혁명의 가장 준엄하고 간고하였던 시기에 언제나 나와 함께 있으면서 인민군 군인들과 인민들에게 힘을 주고 용기를 주고 활력을 준 혁명의 기수, 진격의 나팔수"라고 표현하였다. 조선인민군공훈국가합창단의 공연을 김정일이 관람한 횟수는 1995년 12월에 진행한 첫 공연부터 2011년 사망 전까지 63회에 달한다고 한다.

## 음악 활동
초기에는 조선인민군협주단, 독립 이후에는 소속 관현악단의 연주로 공연하고 있으며 선창과 합창, 관현악과 합창, 무반주 합창, 독특한 관현악 연주 그리고 합창조곡형식의 새로운 영역개척 등으로 다양한 합창예술을 보여주고 있다. 근래에는 러시아의 붉은 군대 합창단이 거느린 발랄라이카와 바얀(러시아 아코디언) 중심 반주악단의 예를 모방한 듯, 여러 규격으로 개량한 민족악기 어은금과 아코디언이 주가 되는 어은금악단이 반주로 참가하기도 한다. 김정일은 《음악예술론》에서 민족악기와 서양악기를 배합하는 것은 '주체적'인 악기편성의 중요한 원칙이라고 명시하였는데, 악기편성은 음악에서 민족적 색을 살리는데 중요한 역할을 하기에 "민족악기와 서양악기를 배합하는 것은 민족악기의 역할을 더욱 높여 민족음악을 현대적으로 발전시키며 서양악기를 민족음악발전에 복종시키기 위한 필수적인 요구"라는 것이다. 조선민주주의인민공화국의 텔레비전과 라디오에서 방송 시작을 알리는 노래인 《김정일장군의 노래》도 이 합창단의 작품이며, 해외 국빈들의 축하 공연이나 당군 지도자 탄생일, 당군 창군일 등의 특별 공연 등에서도 두각을 나타내고 있다.
반주를 담당하는 관현악단은 21현 가야금이나 소해금, 단소, 저대 등 죽관악기를 비롯한 민족악기가 주동적인 역할을 담당하고 있으며 군대합창단이라고 해서 꼭 군가만을 부르는 것은 아니고 중국이나 러시아 등지의 명곡과 서양의 음악들도 가끔씩 공연무대에 올려지는데 《사향가》나 《충성의 노래》, 《어디계십니까 그리운 장군님》같은 노래들은 무반주합창으로 공연을 하기도 한다. 조선민주주의인민공화국 음반사인 광명음악사에서 '조선의 노래'라는 시리즈로 10여 장의 CD를 발매했고, 2004년에는 공훈국가합창단 명의로 된 독자적인 시리즈로 다시 재출반되고 있다.
2003년 2월 합창조곡이라는 형식으로 만들어진 《선군장정의 길》과 2004년 《백두산아 이야기하라》를 발표하여 대대적인 보급운동에 나서는 등 선군정치 이념을 뒷받침하는 김정일의 문학예술부문 친위대로 한층 더 자리매김하였다. 2015년 이후에는 모란봉악단, 또는 청봉악단 등과 함께 합동 공연을 주로 선보이고 있으며, 또한 2017년 8월 발표한 《어머니당에 드리는 노래》에 대하여 김정은은 이 노래를 창작한 공훈국가합창단에게 감사의 편지를 보냈다고 로동신문이 보도하였다.

## 구성원
합창단, 남녀 독창가수 그리고 관현악단을 포함하여 단원은 약 250명 규모로 알려지고 있으며, 2015년 10월 18일 인민극장의 현관 홀에서 김정은·리설주 부부는 공훈국가합창단원들과 기념사진을 찍었는데 이 사진에서 나타난 단원 숫자 역시 약 250명 정도로 추정되었다. 2015년 10월 24일 공훈국가합창단의 단장인 장룡식이 '륙군중장'의 군사칭호를 수여받았으며, 현은철·장길호·민병철 등은 인민예술가, 문일환·리준은 인민배우, 리경덕은 공훈예술가, 지수원·정광호 등은 공훈배우 명칭을 수여받았다. 조선중앙통신은 또한 2015년 12월 11일 중국 공연을 앞둔 공훈국가합창단에 대하여 수많은 인민예술가, 인민배우, 공훈예술가, 공훈배우들을 비롯한 재능있는 창작가, 성악가, 기악연주가들로 꾸려져있다고 보도하였다. 소속 성악가들은 해외 성악 콩쿨에 참가해 수상한 이들도 많으며 대표적인 단원들로 베이스 석지민(2005년 사망)과 최창림, 바리톤 황림송, 테너 리성철 등이 있으며 2013년 이후의 공연에 참여한 성악가·가수들은 리명진, 리충일, 한경호, 김수철, 김명신, 함금주, 임지성, 황은미, 김광명, 최진혁, 김기영 등이 있다.
2017년 2월 창단 70주년 보고회를 보도하는 북측 매체에 의하면 단장 겸 수석지휘자는 장룡식, 부단장 현은철, 과장들로는 설태성, 리창건 등이 이름에 올랐으며, 관현악과 합창 《눈이 내린다》의 리일찬을 비롯해 승성일, 김광훈, 류현호, 김용건 등도 이 악단의 지휘를 맡고 있다.

## 해외 공연
러시아 전승절 70주년을 맞아 공훈국가합창단과 청봉악단의 주요 가수들은 전용기 편으로 러시아를 방문해 2015년 8월 31일 모스크바 차이코프스키 명칭 음악당에서 합동 공연을 하였으며, 이후 공훈국가합창단은 하바롭스크로 이동하여 9월 3일 하바롭스크 뮤지컬 극장에서 공연을 하였다. 그리고 2015년 12월 12일~14일 중국 베이징 국가대극원에서 중국의 주요 인사들이 참석한 가운데 모란봉악단과 합동공연이 예정되었으나 베이징 극장에서의 리허설 후에 공연은 취소되고 모란봉악단과 공훈국가합창단은 평양으로 귀국하였다.

## 같이 보기
- 만수대예술단
- 왕재산예술단
- 보천보전자악단
- 삼지연악단
- 은하수관현악단
- 모란봉악단
- 청봉악단
- 국무위원회연주단